# Wagon 3W/L
3W/L — typ wagonów typu otwartego (węglarek), produkowanych w latach 1994–1996 i w roku 2000 przez Fabrykę Wagonów w Ostrowie Wielkopolskim.
Produkcję tego typu wagonów rozpoczęto w pierwszej połowie lat 90. z uwagi na systematyczną likwidację starszych typów wagonów (ilostan dwuosiowych węglarek typu 9W zmniejszył się poniżej 2 tysięcy sztuk), i z uwagi na jednoczesne dalsze zapotrzebowanie na takie wagony, głównie ze strony zagranicznych odbiorców węgla i koksu, którzy dysponowali wywrotnicami czołowymi.
Koncepcję pozyskania nowych dwuosiowych wagonów otwartych opracowano w ZNTK Ostrów wówczas poprzez wykorzystanie podwozi stosunkowo nowych wagonów chłodniczych typu 202Lc, które nie były już potrzebne. W 1994 roku zbudowano prototypy wagonów 1W/L (niskoburtowy ze stałymi ścianami, serii Ekkos) i 2W/L (ze ścianami czołowymi odchylnymi, serii Ekks), jednak ich parametry były niekorzystne, ze względu na duży rozstaw osi, charakterystyczny dla oryginalnego podwozia.
Wagon typu 3W/L, który wszedł do produkcji seryjnej miał skróconą ostoję i zmniejszony rozstaw osi, a jego parametry eksploatacyjne odpowiadały cechom węglarki 9W. W odróżnieniu od tej ostatniej, wagony typu 3W/L mają pudło usztywnione górną obwodziną ze specjalnego profilu, umieszczoną również na wysokości ścian czołowych pojazdu.
W latach 1994–1996 wyprodukowano 425, a w roku 2000 wyprodukowano 100 wagonów tego typu.